# Jamie Freveletti
Jamie Freveletti (Addison, 8 luglio 1959) è una scrittrice statunitense specializzata in narrativa poliziesca.

## Biografia
Nata nel 1959 a Addison, Illinois, dopo la laurea in legge al Chicago-Kent College of Law, ha vissuto alcuni anni a Ginevra diplomandosi in Studi Internazionali.
Tornata a Chicago, ha lavorato come avvocato difensore in class action come infezioni di massa da salmonella  e frodi nella sicurezza prima di esordire nella narrativa nel 2009 con il romanzo La maratoneta vincendo un Premio Barry.
Dopo la morte dello scrittore Robert Ludlum, ha proseguito la serie Covert-One con due romanzi basandosi su idee e personaggi dello scomparso creatore.

## Opere principali

### Serie Emma Caldridge

#### Romanzi
- La maratoneta (Running from the Devil, 2009), Milano, Piemme, 2011 traduzione di Barbara Serra ISBN 978-88-566-0352-1.
- Running Dark (2010)
- The Ninth Day (2011)
- Dead Asleep (2012)
- Blood Run (2017)

#### Racconti
- Risk (2012)
- Gone (2013)
- Run (2013)

### Serie Covert-One
- Il potere di Giano con Robert Ludlum (The Janus Reprisal, 2012), Milano, Rizzoli, 2013 traduzione di Barbara Porteri ISBN 978-88-17-06902-1.
- The Geneva Strategy (2015)

## Premi e riconoscimenti
- Premio Barry per il miglior thriller: 2010 per La maratoneta
- International Thriller Writers Awards: 2010 per La maratoneta